# مارتن ناغي
مارتن ناغي (5 سبتمبر 1990 بتشيكوسلوفاكيا - ) هو لاعب كرة قدم سلوفاكي في مركز الوسط. لعب مع نادي روجومبيروك.

## وصلات خارجية
- مارتن ناغي على موقع قاعدة بيانات كرة القدم.إي يو (الإنجليزية)
- مارتن ناغي على موقع Soccerway.com (الإنجليزية)